# Толстоголовка круглопятнистая
Толстоголовка круглопятнистая, или спиалия круглопятнистая (лат. Spialia orbifer) — бабочка из семейства толстоголовок.

## Этимология названия
Orbifer (греческий) — буквально «несущий круги». Название указывает на характерный рисунок нижней стороны задних крыльев.

## Ареал и места обитания

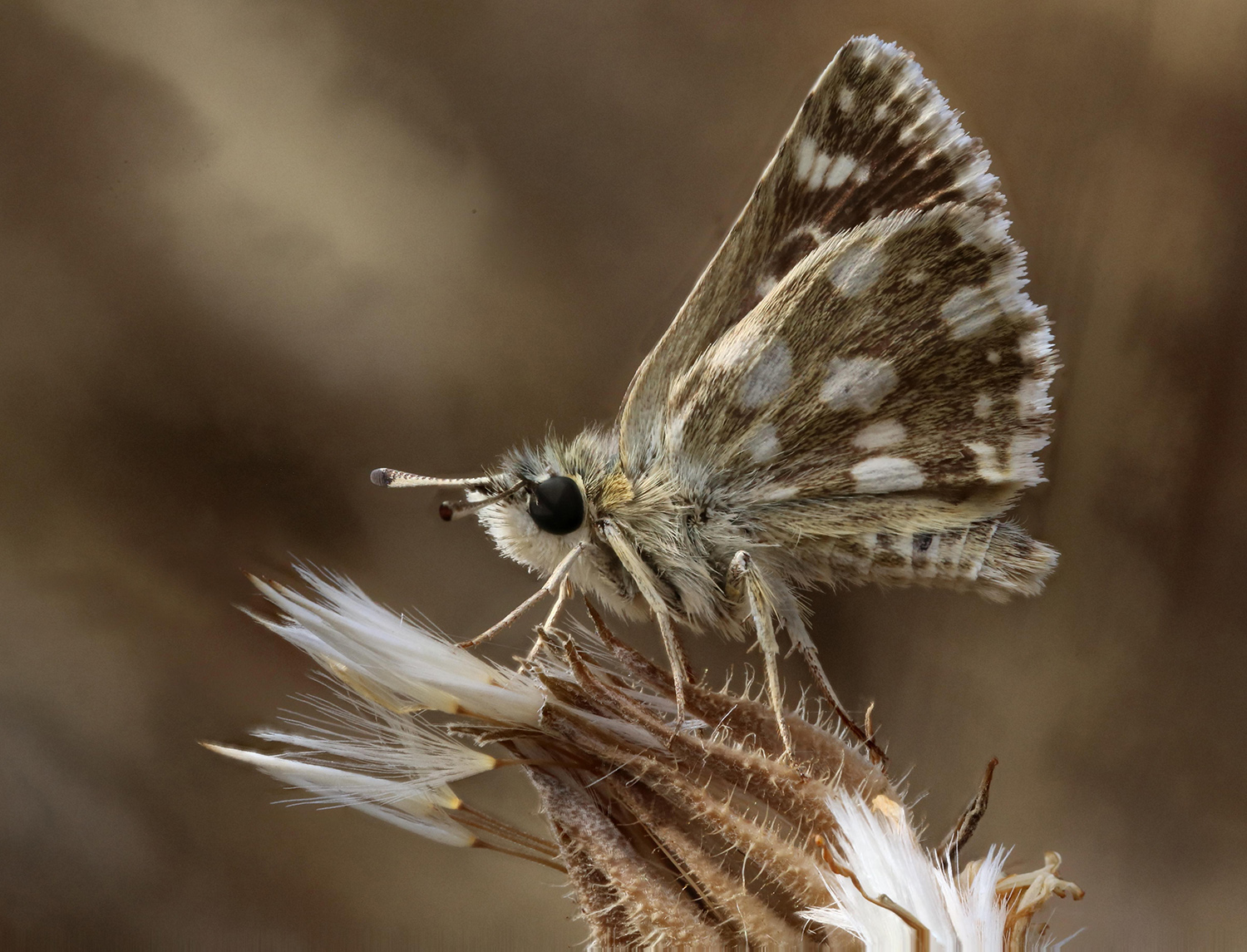

Восточная Европа, остров Сицилия, Передний Восток, Кавказ, юг европейской части России и Украины, Афганистан, Средняя Азия, юг Сибири, юг Дальнего Востока.
На Украине - старые литературные указания для Полтавской и Херсонской областей. Ареал включает Крымский полуостров, где вид встречается спорадически в лесостепных районах и предгорьях.
Бабочки населяют лесные опушки, лесные поляны, склоны, каменистые обрывы, горные степи с зарослями кустарников, пойменные луга горных рек, нижнюю часть субальпийских лугов, а также у меловых обнажений.

## Биология
В год развивается в двух поколениях, в Закавказье, возможно, три поколения. Время лёта первого поколения отмечается в мае - июне; второго поколения - с середины июля по август. Самки откладывают яйца по одному между цветковых почек. Кормовые растения гусениц: кровохлебка малая, малина, лапчатка, Poterium polygamum. Гусеницы зимуют в подстилке у основания кормового растения. Куколка находится в скрученных листьях.